# 전자간증
전자간증(영어: pre-eclampsia, PE, 前子癎症) 또는 자간전증(子癎前症) 또는 임신중독증(妊娠中毒症)은 고혈압의 증세를 보이고 종종 많은 양의 단백뇨가 배출되는 임신 질환이다. 이 질병은 임신 후기에 발생하며 시간이 지남에 따라 악화되는 것이 일반적이다.
임신중독증의 위험 요인에는 비만, 고혈압, 노령, 당뇨병이 포함된다.
임신중독증은 전 세계 임신부들 가운데 2~8%에 영향을 미친다.